# Port lotniczy Yichun-Lindu
Port lotniczy Yichun-Lindu (IATA: LDS, ICAO: ZYLD) – port lotniczy położony w Yichun, w prowincji Heilongjiang, w Chińskiej Republice Ludowej.

## Linie lotnicze i połączenia
| Linia Lotnicza          | Kierunek                     |
| ----------------------- | ---------------------------- |
| China Eastern Airlines  | 1. Dalian 2. Szanghaj-Pudong |
| China Southern Airlines | 1. Guangzhou 2. Shenyang     |
| China United Airlines   | 1. Pekin-Daxing              |